# Sant'Attilio
Sant'Attilio è stato un militare romano, venerato come santo e martire dalla Chiesa cattolica

## Agiografia
Scarsissime e confuse le notizie sulla sua vita: è forse identificabile con un soldato della Legione Tebea, martirizzato con San Maurizio e venerato a Trino Vercellese. Non compare nel martirologio romano.